# بيارن روني
بيارن روني (بالنرويجية البوكمول: Bjarne Rønning)‏ هو كاتب ومدرب كرة قدم وكاتب للأطفال وكاتب سيناريو ولاعب كرة قدم نرويجي في مركز الوسط، ولد في 25 أكتوبر 1953 في أوسلو في النرويج. لعب مع نادي لين.